# Samuli Aro
Samuli Aro (Järvenpää, 11 aprile 1975) è un pilota motociclistico finlandese specialista delle competizioni enduro, ritiratosi dall'attività agonistica.

## Carriera
Il suo esordio nelle gare del campionato mondiale di enduro risalgono al 1998 e il primo dei suoi cinque titoli mondiali è stato ottenuto nel 2002 in sella ad una Husqvarna.
Nel 2003 è passato alla guida di una KTM con la quale ha ottenuto i titoli mondiali per tre anni di seguito dal 2004 al 2006 e nuovamente nel 2008. In quest'ultima occasione ha portato al successo un modello dotato di motore a due tempi, la KTM EXC dopo alcuni anni in cui le moto vincitrici erano tutte con motore a quattro tempi.
Oltre ai titoli nelle competizioni singole, nel suo palmarès vi sono anche cinque successi ottenuti con la squadra nazionale finlandese nella Sei Giorni Internazionale di Enduro tra il 1999 e il 2006. Nel campionato mondiale del 2009 si è classificato al quarto posto finale.

## Palmarès
| Mondiali enduro |                     |      |
| Bronzo          | Mondiale 250 2T     | 2001 |
| Oro             | Mondiale 250 2T     | 2002 |
| Argento         | Mondiale 250 2T     | 2003 |
| Oro             | Mondiale E3         | 2004 |
| Oro             | Mondiale E2         | 2005 |
| Oro             | Mondiale E2         | 2006 |
| Argento         | Mondiale E2         | 2007 |
| Oro             | Mondiale E3         | 2008 |
| Six Days        |                     |      |
| Oro             | SixDays Trophy Team | 1999 |
| Oro             | SixDays Trophy Team | 2002 |
| Oro             | SixDays Trophy Team | 2003 |
| Oro             | SixDays Trophy Team | 2004 |
| Oro             | SixDays Trophy Team | 2006 |